# Гаррі Гоппе
Артур «Гаррі» Гоппе (нім. Arthur „Harry“ Hoppe; 11 лютого 1894, Брауншвейг — 23 серпня 1969, Вецлар) — німецький воєначальник, генерал-лейтенант вермахту. Кавалер Лицарського хреста Залізного хреста з дубовим листям.

## Біографія
Учасник Першої світової війни. Після демобілізації армії залишений в рейхсвері, служив у піхоті. З 1 жовтня 1935 року — командир 2-го кулеметного батальйону. Учасник Польської кампанії. З 19 грудня 1939 року — 1-й офіцер Генштабу в штабі головнокомандувача на Сході. З 5 жовтня 1940 року — командир 424-го піхотного полку 126-ї піхотної дивізії. Учасник німецько-радянської війни, відзначився у боях під Новгородом. З 14 жовтня 1942 року — командир 126-ї, з 10 грудня 1943 року — 278-ї піхотної (з 5 квітня 1945 року — народно-гренадерської) дивізії. Учасник боїв в Італії. 8 травня 1945 року здався англо-американським військам. 17 травня 1948 року звільнений.

## Звання
- Доброволець (8 серпня 1914)
- Фанен-юнкер-єфрейтор (24 березня 1915)
- Фанен-юнкер-унтер-офіцер (31 березня 1915)
- Фанен-юнкер-віце-фельдфебель (9 квітня 1915)
- Лейтенант резерву (24 квітня 1916)
- Лейтенант (18 березня 1918)
- Обер-лейтенант (1 квітня 1925)
- Гауптман (1 жовтня 1929)
- Майор (1 жовтня 1935)
- Оберст-лейтенант (1 червня 1938)
- Оберст (1 липня 1941)
- Генерал-майор (1 грудня 1942)
- Генерал-лейтенант (1 червня 1943)

## Нагороди
- Залізний хрест
  - 2-го класу (20 березня 1916)
  - 1-го класу (15 березня 1917)
- Хрест «За військові заслуги» (Брауншвейг) 2-го (з бойовою відзнакою) і 1-го класу
- Королівський орден дому Гогенцоллернів, лицарський хрест з мечами (17 квітня 1918)
- Нагрудний знак «За поранення» в сріблі
- Почесний приз за спортивні досягнення — бронзова статуетка бігуна за перемогу в змаганні з бігу на 5 000 метрів в Ганновері (10 липня 1921)
- Почесний хрест ветерана війни з мечами
- Пам'ятна військова медаль (Австрія) з мечами
- Пам'ятна військова медаль (Угорщина) з мечами
- Медаль «За вислугу років у Вермахті» 4-го, 3-го, 2-го і 1-го класу (25 років)
- Застібка до Залізного хреста
  - 2-го класу (26 вересня 1939)
  - 1-го класу (12 липня 1941)
- Медаль «За Атлантичний вал»
- Штурмовий піхотний знак в сріблі
- Лицарський хрест Залізного хреста з дубовим листям
  - лицарський хрест (12 вересня 1941)
  - дубове листя (№682; 18 грудня 1944)
- Німецький хрест в золоті (16 травня 1942)
- Медаль «За зимову кампанію на Сході 1941/42»
- Відзначений у Вермахтберіхт (6 липня 1944)